# Eleição presidencial nos Estados Unidos em 1800
A eleição presidencial dos Estados Unidos de 1800 foi a quarta eleição quadrienal presidencial no país. Foi realizada entre 31 de outubro a 3 de dezembro de 1800. É por vezes referida como a "Revolução de 1800". O vice-presidente Thomas Jefferson derrotou o presidente John Adams. A eleição conduziu ao declínio do Partido Federalista.
A eleição expôs uma das falhas da versão original da Constituição dos Estados Unidos. Os membros do Colégio Eleitoral apenas votavam no presidente; cada eleitor poderia votar em dois candidatos, e o vice-presidente seria a pessoa que ficasse em segundo lugar. O Partido Democrata-Republicano elaborou um plano em que um dos eleitores se absteria de colocar o seu segundo voto em Aaron Burr, fazendo que Jefferson tivesse um voto a mais que Burr. O plano, no entanto, saiu gorado, fazendo que houvesse empate entre Jefferson e Burr. A eleição foi então colocada nas mãos da Câmara dos Representantes, controlada pelo Partido Federalista. Grande parte dos Federalistas votaram em Burr para que Jefferson não fosse eleito presidente e o resultado foi uma semana de impasse. O Federalista Alexander Hamilton, que detestava ambos mas mesmo assim preferia Jefferson a Burr, interveio em favor de Jefferson, o que lhe permitiu ascender à presidência.
As ações de Hamilton foram uma das causas do duelo com Burr, que resultou na morte de Hamilton em 1804.
A 12ª emenda, ratificada em 1804, foi adicionada, estipulando que os eleitores façam uma escolha distinta entre presidente e vice-presidente.
A vitória de Jefferson com 22,8% de vantagem foi a maior de sempre sobre um presidente em exercício na história dos Estados Unidos.

## Candidatos
- John Adams (Massachusetts), presidente dos Estados Unidos.
- Aaron Burr (Nova Iorque), o ex-senador.
- Thomas Jefferson (Virgínia), vice-presidente dos Estados Unidos.
- Charles Cotesworth Pinckney (Carolina do Sul), o ex-ministro dos Estados Unidos na França.

### Foto dos candidatos federalistas

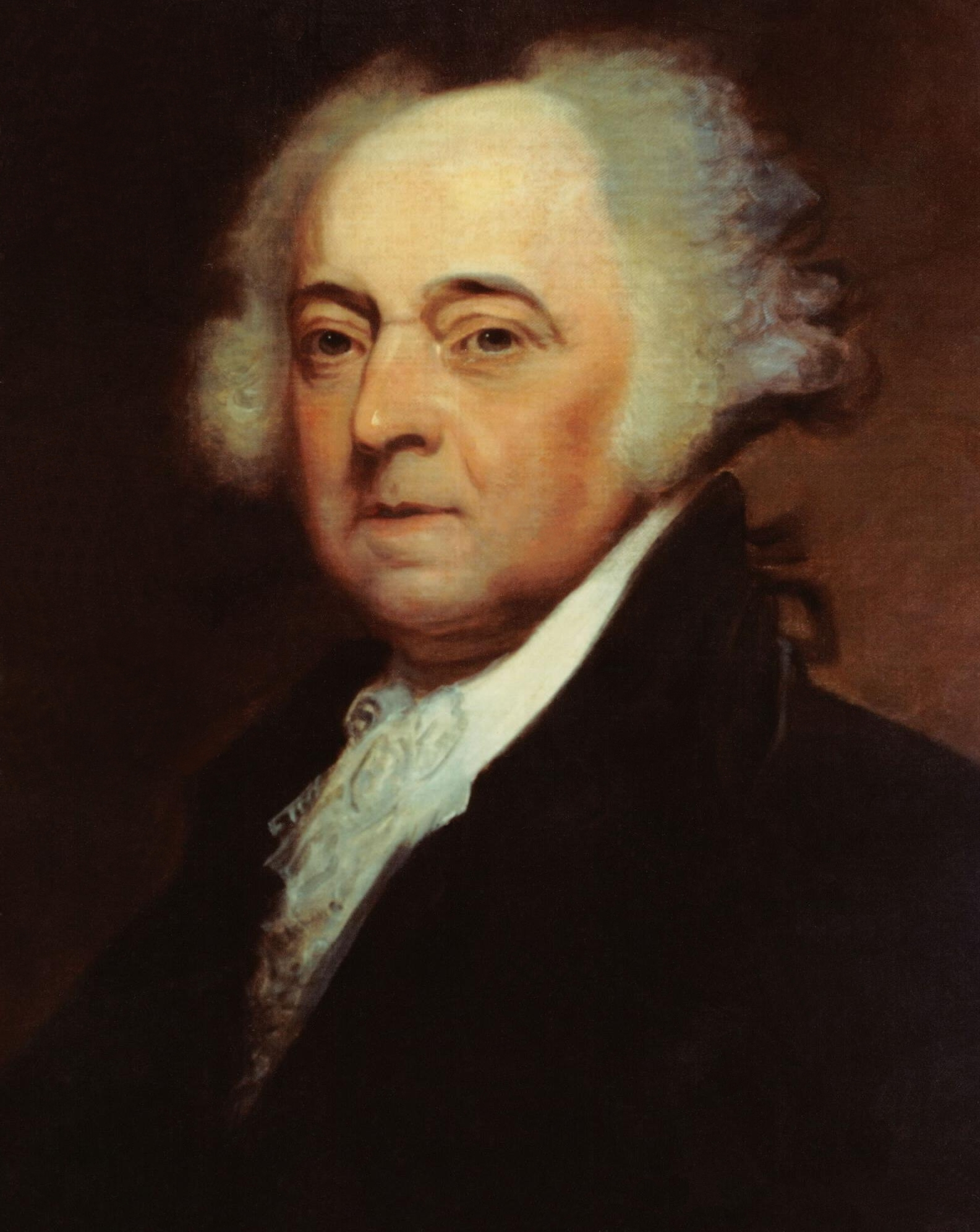
John Adams (Massachusetts)
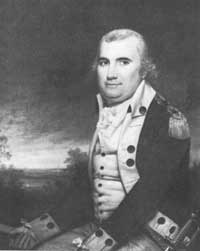
Charles Cotesworth Pinckney (Carolina do Sul)

### Foto dos candidatos democratas-republicanos

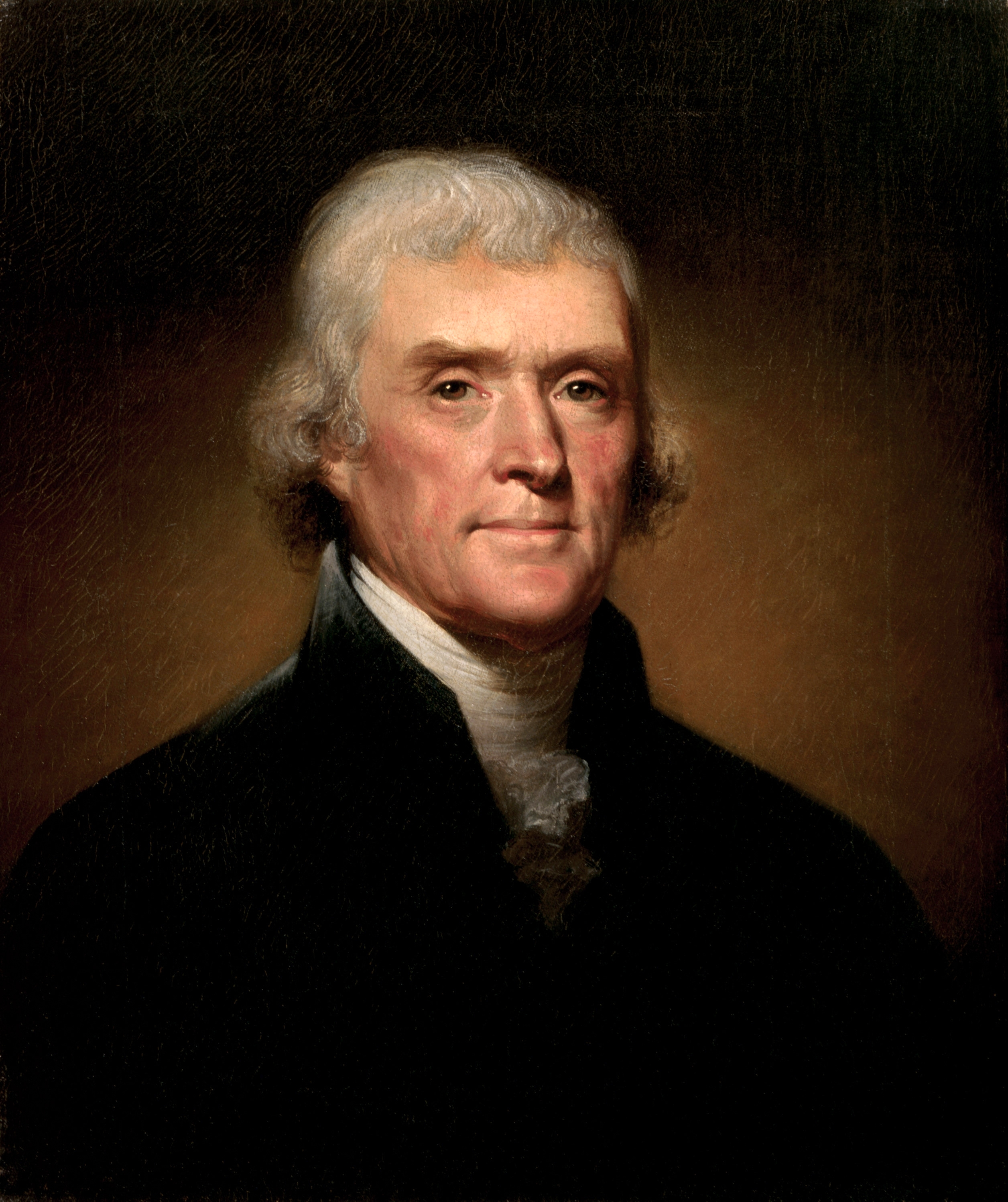
Thomas Jefferson (Virgínia)
Aaron Burr (Nova Iorque)

## Processo eleitoral
Os eleitores gerais elegem outros "eleitores" que formam o Colégio Eleitoral. A quantidade de "eleitores" por estado varia de acordo com a quantidade populacional do estado. Em quase todos os estados, o vencedor do voto popular leva todos os votos do Colégio Eleitoral. Nesta eleição, dezesseis estados da União participaram na nomeação dos "eleitores".

## Resultados
| Candidato presidencial                                        | Partido                                                       | Estado de origem                                              | Voto popular(a), (b), (c)                                     | Voto popular(a), (b), (c)                                     | Colégio Eleitoral |
| Candidato presidencial                                        | Partido                                                       | Estado de origem                                              | Votos                                                         | Porcentagem                                                   | Colégio Eleitoral |
| ------------------------------------------------------------- | ------------------------------------------------------------- | ------------------------------------------------------------- | ------------------------------------------------------------- | ------------------------------------------------------------- | ----------------- |
| Thomas Jefferson                                              | Democrata-Republicano                                         | Virgínia                                                      | 41,330                                                        | 61,4%                                                         | 73                |
| Aaron Burr                                                    | Democrata-Republicano                                         | Nova Iorque                                                   | —                                                             | —                                                             | 73(d)             |
| John Adams                                                    | Federalista                                                   | Massachusetts                                                 | 25,952                                                        | 38,6%                                                         | 65                |
| Charles Cotesworth Pinckney                                   | Federalista                                                   | Carolina do Sul                                               | —                                                             | —                                                             | 64                |
| John Jay                                                      | Federalista                                                   | Nova Iorque                                                   | —                                                             | —                                                             | 1                 |
| Total                                                         | Total                                                         | Total                                                         | 67,282                                                        | 100%                                                          | 276               |
| Votos mínimos do Colégio Eleitoral que se precisa para vencer | Votos mínimos do Colégio Eleitoral que se precisa para vencer | Votos mínimos do Colégio Eleitoral que se precisa para vencer | Votos mínimos do Colégio Eleitoral que se precisa para vencer | Votos mínimos do Colégio Eleitoral que se precisa para vencer | 70                |

Fonte:
(a)Votos de eleitores Federalistas foram atribuídos a John Adams e votos de eleitores Democrata-Republicano foram atribuídos a Thomas Jefferson.

(b)Apenas 6 dos 16 estados escolheram eleitores por qualquer forma de voto popular.

(c)Os estados que escolheram eleitores pelo voto popular tinham muitas diferentes restrições ao sufrágio por meio de exigências de propriedade.

(d)Um "eleitor" infiel em Nova Iorque votou duas vezes para Aaron Burr, mas este violou as regras do colégio eleitoral e assim a segunda votação foi re-atribuído a Thomas Jefferson.

## O Desempate em 1801
Os membros da Câmara dos Representantes fizeram uma votação com os estados para determinar se Jefferson ou Burr se tornaria presidente. Havia dezesseis estados, e uma maioria absoluta, neste caso, nove eram necessárias para a vitória.
Embora fosse de conhecimento comum que Jefferson foi o candidato a presidente e Burr vice-presidente, a votação foi controlada pelos federalistas, que não estavam dispostos a votar em Jefferson (com uma exceção, Alexander Hamilton ). Jefferson tinha sido o principal opositor dos federalistas desde 1789. Aproveitando a oportunidade para eleger Burr, ao contrário de Jefferson, a maioria dos federalistas votaram em Burr, dando a Burr seis dos oito estados controlados por federalistas. As sete delegações controladas pelos Republicanos votaram para Jefferson, e o único representante Federalista da Geórgia também votou para Jefferson, dando Jefferson oito estados. Vermont foi dividida ao meio, lançando um voto em branco. O estado restante, Maryland, teve cinco representantes Federalistas e três Republicanos; um dos seus representantes Federalistas votou Jefferson, forçando a delegação do Estado para votar em branco.
Ao longo de sete dias a partir de 11 fevereiro até 17 fevereiro, a Casa lançou um total de 35 votos, com Jefferson recebendo os votos de oito delegações estaduais, sendo necessário nove. Durante a competição, Hamilton recomendou aos Federalistas que apoiassem Jefferson, porque ele era "de longe um homem não tão perigoso", como Burr; em resumo, seria muito melhor ter alguém com princípios diferentes do que ter alguém desprovido de qualquer princípio. Hamilton embarcou em uma campanha para os delegados mudarem os votos. 
Em 17 de fevereiro, na 36ª votação, Jefferson foi eleito. O Federalista James A. Bayard de Delaware e seus aliados em Maryland e Vermont todos votaram em branco. Isso resultou nos votos de Maryland e Vermont, que tinham se abstencido e agora votaram para Jefferson, dando-lhe os votos de 10 estados e a Presidência. Bayard, como o único representante de Delaware, mudou seu voto de Burr para nenhum candidato.  Os quatro representantes presentes da Carolina do Sul, todos Federalistas, também mudaram seus votos, sua seleção (de 1 voto para Jefferson e 3 para Burr) a quatro abstenções. A contagem final foi de Jefferson, com dez votos a quatro Burr. 

### Resultados
|                            | Jefferson | Burr | Abstenções |
| -------------------------- | --------- | ---- | ---------- |
| Entre a 1ª e a 35ª votação | 8         | 6    | 2          |
| 36ª votação                | 10        | 4    | 2          |

Na tabela a seguir, os resultados para a delegação do estado são expressas como (<votos para Jefferson> - <votos para Burr> - <abstenções>).
|                    | 1ª votação                 | Entre a 2ª e a 35ª votação(a) | 36ª votação        |
| ------------------ | -------------------------- | ----------------------------- | ------------------ |
| Geórgia(b)         | Jefferson (1-0-0)          | Jefferson (1-0-0)             | Jefferson (1-0-0)  |
| Kentucky           | Jefferson (2-0-0)          | Jefferson (2-0-0)             | Jefferson (2-0-0)  |
| Nova Jersey        | Jefferson (3-2-0)          | Jefferson (3-2-0)             | Jefferson (3-2-0)  |
| Nova Iorque        | Jefferson (6-4-0)          | Jefferson (6-4-0)             | Jefferson (6-4-0)  |
| Carolina do Norte  | Jefferson (9-1-0)          | Jefferson (6-4-0)             | Jefferson (6-4-0)  |
| Pensilvânia        | Jefferson (9-4-0)          | Jefferson (9-4-0)             | Jefferson (9-4-0)  |
| Tennessee          | Jefferson (1-0-0)          | Jefferson (1-0-0)             | Jefferson (1-0-0)  |
| Virgínia           | Jefferson (16-3-0)         | Jefferson (14-5-0)            | Jefferson (14-5-0) |
| Maryland           | Indefinido, empate (4-4-0) | Indefinido, empate (4-4-0)    | Jefferson (4-0-4)  |
| Vermont            | Indefinido, empate (1-1-0) | Indefinido, empate (1-1-0)    | Jefferson (1-0-1)  |
| Delaware           | Burr (0-1-0)               | Burr (0-1-0)                  | Abstenção (0-0-1)  |
| Carolina do Sul(c) | Burr (0-5-0)               | Burr (1-3-0)                  | Abstenção (0-0-4)  |
| Connecticut        | Burr (0-7-0)               | Burr (0-7-0)                  | Burr (0-7-0)       |
| Massachusetts      | Burr (3-11-0)              | Burr (3-11-0)                 | Burr (3-11-0)      |
| Nova Hampshire     | Burr (0-4-0)               | Burr (0-4-0)                  | Burr (0-4-0)       |
| Rhode Island       | Burr (0-2-0)               | Burr (0-2-0)                  | Burr (0-2-0)       |

(a) Os votos dos representantes mudaram entre cada votação, mas o resultado para cada estado não se alterou. 

(b) A Geórgia tinha dois representantes, mas um assento estava vago devido à morte de James Jones.

(c) Apesar de que a Carolina do Sul tinha seis representantes, Thomas Sumter estava ausente devido a doença, e Abraham Nott partiu da Carolina do Sul entre a primeira e a última votação.

## Seleção do Colégio Eleitoral
| Método de escolha dos "eleitores" do Colégio | Estado (s)                             |
| --- | -------------------------------------- |
| O estado é dividido em distritos eleitorais, os eleitores de cada distrito escolhem um "eleitor". | Kentucky, Maryland, Carolina do Norte. |
| Cada "eleitor" é escolhido pelos eleitores em todo o estado. | Rhode Island, Virgínia.                |
| O estado é dividido em distritos eleitorais, com um "eleitor" sendo escolhido por distrito; Cada município escolhe uma representante eleitoral pelo voto popular; O "eleitor" é escolhido por delegados eleitorais dos municípios dentro de seu distrito. | Tennessee                              |
| Cada "eleitor" é nomeado pelo legislativo estadual | Todos os outros estados                |